# Colossendeis weddellensis
Colossendeis weddellensis is een zeespin uit de familie Colossendeidae. De soort behoort tot het geslacht Colossendeis. Colossendeis weddellensis werd in 2008 voor het eerst wetenschappelijk beschreven door Turpaeva. 